# Fredrik III (tysk kung)
Fredrik III, "Fredrik den sköne", född 1289, död 13 januari 1330, var tysk-romersk kung från 1314.

## Biografi
Fredrik III var son till Albrekt I av Tyskland och Elisabeth av Göritz.
Han ärvde de habsburgska länderna Österrike och Böhmen, men berövades det senare av sin morbror Henrik av Kärnten. När hans far avled 1308 hindrades hans val till tysk kung av fientliga kurfurstar; istället valdes Henrik VII av Luxemburg. Efter stridigheterna försonades dock habsburgarna med Henrik och gav honom sitt stöd.
Då Henrik avled 1313 delade sig kurfurstarna i två partier, ett som stödde Fredrik och ett för Ludvig av Bayern. Bägge valdes och kröntes 1314 av sina anhängare. Fredrik fick stöd från Sydtyskland och Ludvig i Rhenländerna, vilket ledde till att inbördeskrig bröt ut.
Ludvig besegrade och tillfångatog Fredrik den sköne 1322 vid Mühldorf. Fredriks bröder samt kung Johan av Böhmen, kungarna i Frankrike och Polen och kurian bildade då ett förbund mot Ludvig. Efter flera förlikningsförsök tvangs Ludvig till sist (1326) erkänna Fredrik och överlämnade riksförvaltningen åt honom; Ludvig begav sig sedan till Italien för att söka kejsarvärdigheten. Fredrik kunde inte hävda sin ställning vid Ludvigs sida. Han avstod från delaktighet i regeringen och drog sig tillbaka till Österrike, där han avled 1330.
Fredrik III gifte sig 1314 med Elisabeth (död 1329), dotter till kung Jakob II av Aragonien. De hade tre barn, som alla dog i ung ålder.